# Eleição municipal de Itapetininga em 2012
A eleição municipal de Itapetininga em 2012 foi o 16.º pleito eleitoral realizado na história do município. Ocorreu oficialmente em 7 de outubro e foi disputada em turno único, dado que Itapetininga por não ter 200 000 eleitores registrados e aptos ao voto, não atende ao critério eleitoral definido pelo inciso II do artigo nº 29 da Constituição Federal para a realização de um 2.º turno caso nenhum dos candidatos à prefeito alcance maioria absoluta dos votos. Neste caso, o(a) vencedor(a) é escolhido por maioria simples.
Segundo dados do Tribunal Superior Eleitoral, 101 901 eleitores compunham o eleitorado itapetiningano apto a votar para eleger 1 prefeito, 1 vice–prefeito e 19 vereadores para a Câmara Municipal em 2012.

## Candidaturas oficiais
| Candidaturas deferidas pelo TSE para a disputa eleitoral | Candidaturas deferidas pelo TSE para a disputa eleitoral | Candidaturas deferidas pelo TSE para a disputa eleitoral | Candidaturas deferidas pelo TSE para a disputa eleitoral | Candidaturas deferidas pelo TSE para a disputa eleitoral | Candidaturas deferidas pelo TSE para a disputa eleitoral | Candidaturas deferidas pelo TSE para a disputa eleitoral                   | Candidaturas deferidas pelo TSE para a disputa eleitoral |
| N.º                                                      | N.º                                                      | Candidato(a) a prefeito(a)                               | Candidato(a) a prefeito(a)                               | Candidato(a) a vice-prefeito(a)                          | Candidato(a) a vice-prefeito(a)                          | Coligação                                                                  | Situação                                                 |
| -------------------------------------------------------- | -------------------------------------------------------- | -------------------------------------------------------- | -------------------------------------------------------- | -------------------------------------------------------- | -------------------------------------------------------- | -------------------------------------------------------------------------- | -------------------------------------------------------- |
|                                                          | 14                                                       |                                                          | Mário Carneiro (PTB)                                     |                                                          | Marcos Nanini (PMDB)                                     | Itapetininga saudável, pensando em Você PTB / PMDB / PRB / PHS / PMN / PPL | Não eleito                                               |
|                                                          | 43                                                       |                                                          | Ércio Giriboni (PV)                                      |                                                          | Dr. Heleno Egídio (PV)                                   | Juntos por Itapetininga PV / PDT / PT / PPS / PCdoB / PRP / PR / PSC       | Não eleito                                               |
|                                                          | 45                                                       |                                                          | Luís Di Fiori (PSDB)                                     |                                                          | Hiram Jr. (DEM)                                          | Futuro melhor para Itapetininga PSDB / DEM / PP / PSL / PSB / PSD          | Eleito                                                   |
|                                                          | 50                                                       |                                                          | Vitor Oliveira (PSOL)                                    |                                                          | Vinícius Válio (PSOL)                                    | partido isolado                                                            | Não eleito                                               |

## Pesquisas eleitorais

### Intenções de voto
| Data de realização          | Data de divulgação     | Instituto | Número de registro no TSE | Contratante         | Entrevistados | Margem de erro | Candidatos           | Candidatos          | Candidatos            | Candidatos           | Brancos/Nulos | Não sabe/Não respondeu |
| Data de realização          | Data de divulgação     | Instituto | Número de registro no TSE | Contratante         | Entrevistados | Margem de erro | Luís Di Fiori (PSDB) | Ércio Giriboni (PV) | Vitor Oliveira (PSOL) | Mário Carneiro (PTB) | Brancos/Nulos | Não sabe/Não respondeu |
| --------------------------- | ---------------------- | --------- | ------------------------- | ------------------- | ------------- | -------------- | -------------------- | ------------------- | --------------------- | -------------------- | ------------- | ---------------------- |
| 4 a 6 de outubro de 2012    | 6 de outubro de 2012   | IBOPE     | SP-1766/2012              | TV TEM Itapetininga | 602           | 4%             | 44%                  | 37%                 | 2%                    | 5%                   | 5%            | 7%                     |
| 24 a 26 de setembro de 2012 | 27 de setembro de 2012 | IBOPE     | SP-1230/2012              | TV TEM Itapetininga | 602           | 4%             | 45%                  | 35%                 | 2%                    | 5%                   | 4%            | 9%                     |
| 20 a 22 de agosto de 2012   | 23 de agosto de 2012   | IBOPE     | SP-373/2012               | TV TEM Itapetininga | 602           | 4%             | 42%                  | 29%                 | 2%                    | 8%                   | 8%            | 11%                    |

### Índices de rejeição
| Data de realização          | Data de divulgação     | Instituto | Número de registro no TSE | Contratante         | Entrevistados | Margem de erro | Candidatos           | Candidatos            | Candidatos           | Candidatos          | Poderia votar em todos | Não sabe/Não respondeu |
| Data de realização          | Data de divulgação     | Instituto | Número de registro no TSE | Contratante         | Entrevistados | Margem de erro | Mário Carneiro (PTB) | Vitor Oliveira (PSOL) | Luís Di Fiori (PSDB) | Ércio Giriboni (PV) | Poderia votar em todos | Não sabe/Não respondeu |
| --------------------------- | ---------------------- | --------- | ------------------------- | ------------------- | ------------- | -------------- | -------------------- | --------------------- | -------------------- | ------------------- | ---------------------- | ---------------------- |
| 4 a 6 de outubro de 2012    | 6 de outubro de 2012   | IBOPE     | SP-1766/2012              | TV TEM Itapetininga | 602           | 4%             | 35%                  | 33%                   | 19%                  | 17%                 | 11%                    | 10%                    |
| 24 a 26 de setembro de 2012 | 27 de setembro de 2012 | IBOPE     | SP-1230/2012              | TV TEM Itapetininga | 602           | 4%             | 26%                  | 39%                   | 16%                  | 15%                 | 15%                    | 8%                     |
| 20 a 22 de agosto de 2012   | 23 de agosto de 2012   | IBOPE     | SP-373/2012               | TV TEM Itapetininga | 602           | 4%             | 32%                  | 29%                   | 17%                  | 15%                 | 14%                    | 15%                    |

## Resultados eleitorais

### Prefeito(a) eleito(a)
Disputando o cargo pela 2.ª vez consecutiva, Luís Di Fiori (PSDB) confirmou o favoritismo que as pesquisas eleitorais lhe conferiam e venceu a disputa com margem razoável de votos, conquistando 48,29% dos votos válidos contra 39,47% conquistados pelo seu adversário direto Ércio Giriboni (PV). A surpresa da eleição ficou com Vitor Oliveira (PSOL), que obteve 6,52% dos votos válidos, mais do que o triplo dos índices de intenção de voto que as pesquisas eleitorais previram, terminando a disputa na 3.ª colocação e superando Mário Carneiro (PTB), que obteve apenas 5,72% dos votos válidos, numa clara evidência de sua rejeição junto ao eleitorado, que por sua vez, foi prevista anteriormente pelo IBOPE.
| Candidatos a prefeito(a)   | Candidatos a prefeito(a) | Candidatos a vice-prefeito(a) | Votação | Votação     |
| Candidatos a prefeito(a)   | Candidatos a prefeito(a) | Candidatos a vice-prefeito(a) | Total   | Porcentagem |
| -------------------------- | ------------------------ | ----------------------------- | ------- | ----------- |
|                            | Luís Di Fiori (PSDB)     | Hiram Jr. (DEM)               | 36 994  | 48,29%      |
|                            | Ércio Giriboni (PV)      | Dr. Heleno Egídio (PV)        | 30 233  | 39,47%      |
|                            | Vitor Oliveira (PSOL)    | Vinícius Válio (PSOL)         | 4 993   | 6,52%       |
|                            | Mário Carneiro (PTB)     | Marcos Nanini (PMDB)          | 4 385   | 5,72%       |
| Total de votos válidos     | Total de votos válidos   | Total de votos válidos        | 76 605  | 76 605      |
| Votos apurados             |                          |                               |         |             |
| Votos válidos              | Votos válidos            | Votos válidos                 | 76 605  | 91,93%      |
| Votos em branco            | Votos em branco          | Votos em branco               | 2 832   | 3,40%       |
| Votos nulos                | Votos nulos              | Votos nulos                   | 3 894   | 4,67%       |
| Total de votos apurados    | Total de votos apurados  | Total de votos apurados       | 83 331  | 83 331      |
| Participação do eleitorado |                          |                               |         |             |
| Comparecimentos            | Comparecimentos          | Comparecimentos               | 83 331  | 81,78%      |
| Abstenções                 | Abstenções               | Abstenções                    | 18 570  | 18,22%      |
| Total de eleitores aptos   | Total de eleitores aptos | Total de eleitores aptos      | 101 901 | 101 901     |
| Fonte: UOL                 |                          |                               |         |             |

### Vereadores eleitos
No sistema proporcional, pelo qual são eleitos os vereadores, o voto dado a um candidato é primeiro considerado para o partido ao qual ele é filiado. O total de votos de um partido é que define quantas cadeiras ele terá. Definidas as cadeiras, os candidatos mais votados do partido são chamados a ocupá-las. Abaixo encontra-se a lista dos candidatos a vereador eleitos, reeleitos e os que ficaram como suplentes para a 16.ª legislatura, iniciada em 1 de janeiro de 2013 e concluída em 31 de dezembro de 2016.
| Nº    | Nome                    | Partido | Coligação                   | Votos Totais | Porcentagem | Situação |
| ----- | ----------------------- | ------- | --------------------------- | ------------ | ----------- | -------- |
| 45000 | Fernandinho Rosa        | PSDB    | PSDB / DEM / PP / PSL / PSB | 2,609        | 3,42%       | Eleito   |
| 45045 | Marcelo Nanini          | PSDB    | PSDB / DEM / PP / PSL / PSB | 2,157        | 2,83%       | Reeleito |
| 10777 | Selma                   | PRB     | PRB / PHS / PMN / PPL       | 1,892        | 2,48%       | Eleita   |
| 45678 | Delegado Marcus Tadeu   | PSDB    | PSDB / DEM / PP / PSL / PSB | 1,772        | 2,33%       | Eleito   |
| 12345 | Dr. Mauri Delegado      | PDT     | PV / PDT / PPS / PSC / PRP  | 1,604        | 2,10%       | Reeleito |
| 45777 | Pastor André Bueno      | PSDB    | PSDB / DEM / PP / PSL / PSB | 1,574        | 2,07%       | Eleito   |
| 11123 | Toninho Marconi         | PP      | PSDB / DEM / PP / PSL / PSB | 1,570        | 2,06%       | Eleito   |
| 40123 | Geraldo Macedo          | PSB     | PSDB / DEM / PP / PSL / PSB | 1,541        | 2,02%       | Eleito   |
| 43777 | Etson Brun              | PV      | PV / PDT / PPS / PSC / PRP  | 1,526        | 2,00%       | Eleito   |
| 14700 | Milton Nery             | PTB     | PTB / PMDB                  | 1,522        | 2,00%       | Eleito   |
| 43000 | Sid do Rechã            | PV      | PV / PDT / PPS / PSC / PRP  | 1,316        | 1,73%       | Eleito   |
| 55100 | Antonio Marcos Polyceno | PSD     | sem coligação               | 1,267        | 1,66%       | Reeleito |
| 43128 | Miguel Turmeiro         | PV      | PV / PDT / PPS / PSC / PRP  | 1,248        | 1,64%       | Eleito   |
| 43143 | Dr.ª Maria Lúcia Haidar | PV      | PV / PDT / PPS / PSC / PRP  | 1,236        | 1,62%       | Eleita   |
| 15000 | Jair Sene               | PMDB    | PTB / PMDB                  | 1,197        | 1,57%       | Eleito   |
| 13666 | Fuad                    | PT      | PT / PR / PCdoB             | 1,151        | 1,51%       | Reeleito |
| 15444 | Itamar Martins          | PMDB    | PTB / PMDB                  | 1,046        | 1,37%       | Eleito   |
| 20200 | Dr. Marcos Cunha        | PSC     | PV / PDT / PPS / PSC / PRP  | 1,010        | 1,33%       | Suplente |
| 45999 | Douglas da Farmácia     | PSDB    | PSDB / DEM / PP / PSL / PSB | 954          | 1,25%       | Suplente |
| 14133 | Marmo Machado           | PTB     | PTB / PMDB                  | 861          | 1,13%       | Suplente |
| 12333 | Dudu Franco             | PDT     | PV / PDT / PPS / PSC / PRP  | 825          | 1,08%       | Suplente |
| 45600 | Denise Franci           | PSDB    | PSDB / DEM / PP / PSL / PSB | 787          | 1,03%       | Suplente |
| 45133 | Pastor Edilson          | PSDB    | PSDB / DEM / PP / PSL / PSB | 773          | 1,01%       | Suplente |
| 22123 | Davino Policial         | PR      | PT / PR / PCdoB             | 772          | 1,01%       | Eleito   |
| 25660 | André Monteiro          | DEM     | PSDB / DEM / PP / PSL / PSB | 769          | 1,01%       | Suplente |
| 55555 | Batista do Pimenta      | PSD     | sem coligação               | 767          | 1,01%       | Suplente |
| 33123 | Adilson Ramos           | PMN     | PRB / PHS / PMN / PPL       | 717          | 0,94%       | Eleito   |

## Gestão Di Fiori
Tendo assumido oficialmente o mandato em 1º de janeiro de 2013, Luís Di Fiori foi o 1º prefeito eleito da história do município a falecer durante o exercício do mandato aos 66 anos, vítima de um câncer de pâncreas com o qual lutava há anos, em 12 de novembro de 2015. Após a morte de Di Fiori, o presidente do diretório municipal do PSDB em Itapetininga, Jean Nunes afirmou que “Ele não fez acordos políticos, não permitia excessos fazendo na prefeitura contratos de serviços com o menor valor possível. A proposta do PSDB e do Di Fiori foi de governar com austeridade, otimizando o dinheiro público. Quanto a críticas da população, talvez Di Fiori não tenha tido tempo suficiente de fazer tudo, mas a população dará valor pelo que fez. Em três anos de mandato, foi uma administração sem irregularidades. O partido levará o legado do mandato dele à população”. Já Itamar Martins, vereador filiado ao PMDB e integrante do bloco de oposição ao Poder Executivo na Câmara Municipal, afirmou que “Comigo não teve essa de acordo. Ele não tinha relação nenhuma nem com os vereadores que o apoiavam. Nunca houve diálogo. Ele não sofria perseguição, até porque de 19 vereadores, 12 eram da base. Eu, como opositor, só o cobrava por aquilo que não achava certo na cidade. Pela saúde, que está um caos, e pela falta de vagas em creches. Coisas que afetam a população. Não era pessoal, uma inimizade. Se entendesse que o que ele estava fazendo era o certo, eu estaria do lado dele”.
Com isso, o vice-prefeito Hiram Jr. assumiu o cargo em 13 de dezembro de 2015, permanecendo na chefia do Poder Executivo municipal até 31 de dezembro de 2016. Neste período, reverteu uma série de medidas impopulares tomadas pelo seu antecessor, já que o período em que exerceu o cargo de vice-prefeito foi marcado por atritos e uma relação de mútua desconfiança com Di Fiori que acabou por desgastar a popularidade da nova administração junto à população e fragilizar as relações institucionais com a Câmara Municipal. Entretanto, com seu nome envolvido no escândalo de corrupção do SAS, organização social de saúde que administrou por vários anos o Hospital Regional de Itapetininga, único hospital público do Itapetininga, município, Hiram Jr. não conseguiu reeleger-se para o cargo nas eleições seguintes.